# دون وينغ
دون وينغ هو سياسي أسترالي، ولد في 27 أبريل 1938 في Ulverstone, Tasmania ‏ في أستراليا.

## مناصب
- انتخب عضو المجلس التشريعي التاسماني ‏ عن دائرة Electoral division of Launceston [الإنجليزية]‏ (14 يونيو 2008 – 7 مايو 2011).
- انتخب عضو المجلس التشريعي التاسماني ‏ عن دائرة Electoral division of Paterson [الإنجليزية]‏ (6 فبراير 1999 – 13 يونيو 2008).
- انتخب عضو المجلس التشريعي التاسماني ‏ عن دائرة Electoral division of Launceston [الإنجليزية]‏ (22 مايو 1982 – 5 فبراير 1999).
- انتخب President of the Tasmanian Legislative Council [الإنجليزية]‏ (21 مايو 2002 – 10 يونيو 2008).